# Rockefeller Street (álbum)
Rockefeller Street (Calle Rockefeller en español) es el segundo álbum de estudio de la artista estonia Getter Jaani publicado el 1 de mayo de 2011 por Moonwalk Studio. Su productor Sven Lõhmus fue el escritor de su éxito que ha ido a eurovisión "Rockefeller Street" aparte de haber escrito otros. Este álbum contiene 2 canciones en inglés y 9 en estonio.

## Lista de canciones
| Rockefeller Street |                                            |          |  |
| N.º                | Título                                     | Duración |  |
| 1.                 | «Rockefeller Street»                       | 3:59     |  |
| 2.                 | «Valged Ööd (feat. Koit Toome)»            | 3:50     |  |
| 3.                 | «Robot»                                    | 3:58     |  |
| 4.                 | «Grammofon»                                | 3:38     |  |
| 5.                 | «Must Klaver»                              | 3:13     |  |
| 6.                 | «Parim Päev»                               | 3:36     |  |
| 7.                 | «Me Kõik Jääme Vanaks (feat. Mikhel Raud)» | 3:40     |  |
| 8.                 | «Saladus»                                  | 3:31     |  |
| 9.                 | «Teater»                                   | 3:39     |  |
| 10.                | «Ebareaalne»                               | 3:21     |  |
| 11.                | «Alles Alguses»                            | 4:45     |  |
| 12.                | «Rockefeller Street Remix»                 | 3:50     |  |

## Posicionamiento
| Lista (2011)          | Mejor posición |
| --------------------- | -------------- |
| Estonian Albums Chart | 3              |